# 食物挑战
食物挑战，是社交媒体等场合流行的涉及到食物的挑战，例如牛奶挑战或威化饼挑战。 牛奶挑战是一项在大学校园中受欢迎的大胃王挑战。
随着互联网的发展，已有越来越多網路爆紅的渠道，如连环信和社会媒体，鼓励人们通过传播信息“挑战”他们的朋友，造成病毒式網路爆紅。
一些互联网上的“挑战”可能会严重危害的挑战者。如肉桂粉大挑戰，尝试在一分钟内吃指定数量的肉桂，一些人可能会把肉桂吸入肺部。 2015年7月一个四岁男孩死于吃肉桂造成的窒息。